# BMW GS
La BMW GS és una sèrie de motocicletes de l'empresa BMW.

## GS
La sèrie GS de BMW inicia la seva producció l'any 1980 amb el model R80G/S. Les sigles GS fan referència a Gelände/Straße (de l'alemany: fora carretera/carrer). Es distribueixen per uns amortidors de llarg recorregut, una posició de conducció elevada i roda davantera de grans dimensions, de 19 o 21 polzades. És una gran alternativa per a motoristes viatgers i aventures. Existeixen nombrosos clubs de propietaris arreu del món i un gran mercat d'accessoris que completen el vehicle, com ara maletes d'alumini o GPS.

## R80 G/S 1980-1986

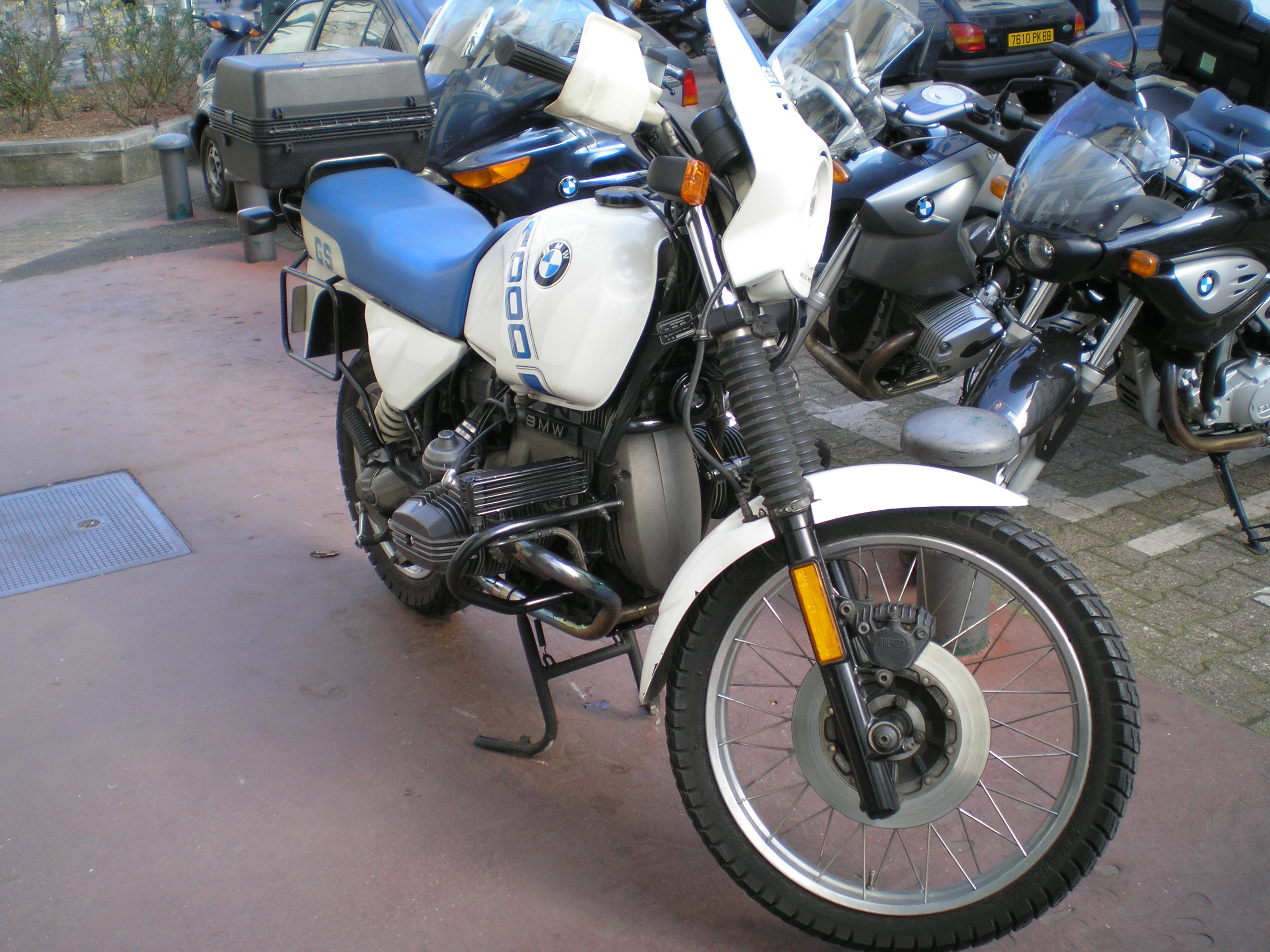
BMW R100GS

Es presenta al setembre de 1980, derivada de les motos de carretera dels anys 70 (R sèries) i dels prototips d'enduro de la marca que participaren en els Sis Dies Internacionals d'Enduro a mans de pilots com ara Herbert Schek. Aquest model representa la primera gran trail del mercat. Té a la suspensió posterior el sistema monolever. El 1984 apareix la R80G/S Paris-Dakar rèplica de la moto que Gaston Rahier va conduir a la cursa africana, amb un dipòsit de 32 litres.

## R80GS R100GS 1986-1996

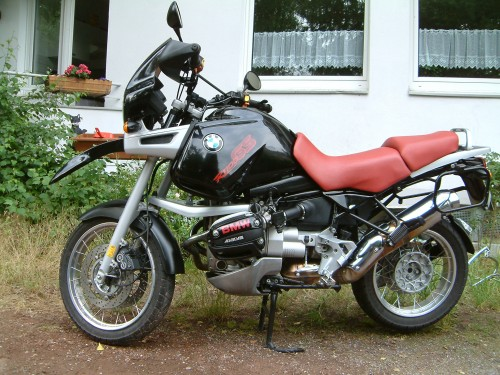
BMW R1100GS

Evolució de l'anterior, amb dues motoritzacions possibles: la R80GS de 798 cm³ i la R100GS de 980 cm³. el canvi més notori és el sistema de suspensió paralever. En el nom desapareix la barra i la S passa a ser Sport. L'any 1990 apareix la versió R100GS PD amb una cúpula integrada. I el 1996 l'última versió amb motor boxer de dues vàlvules la R80GS Basic.

## R1100GS 1994-1999

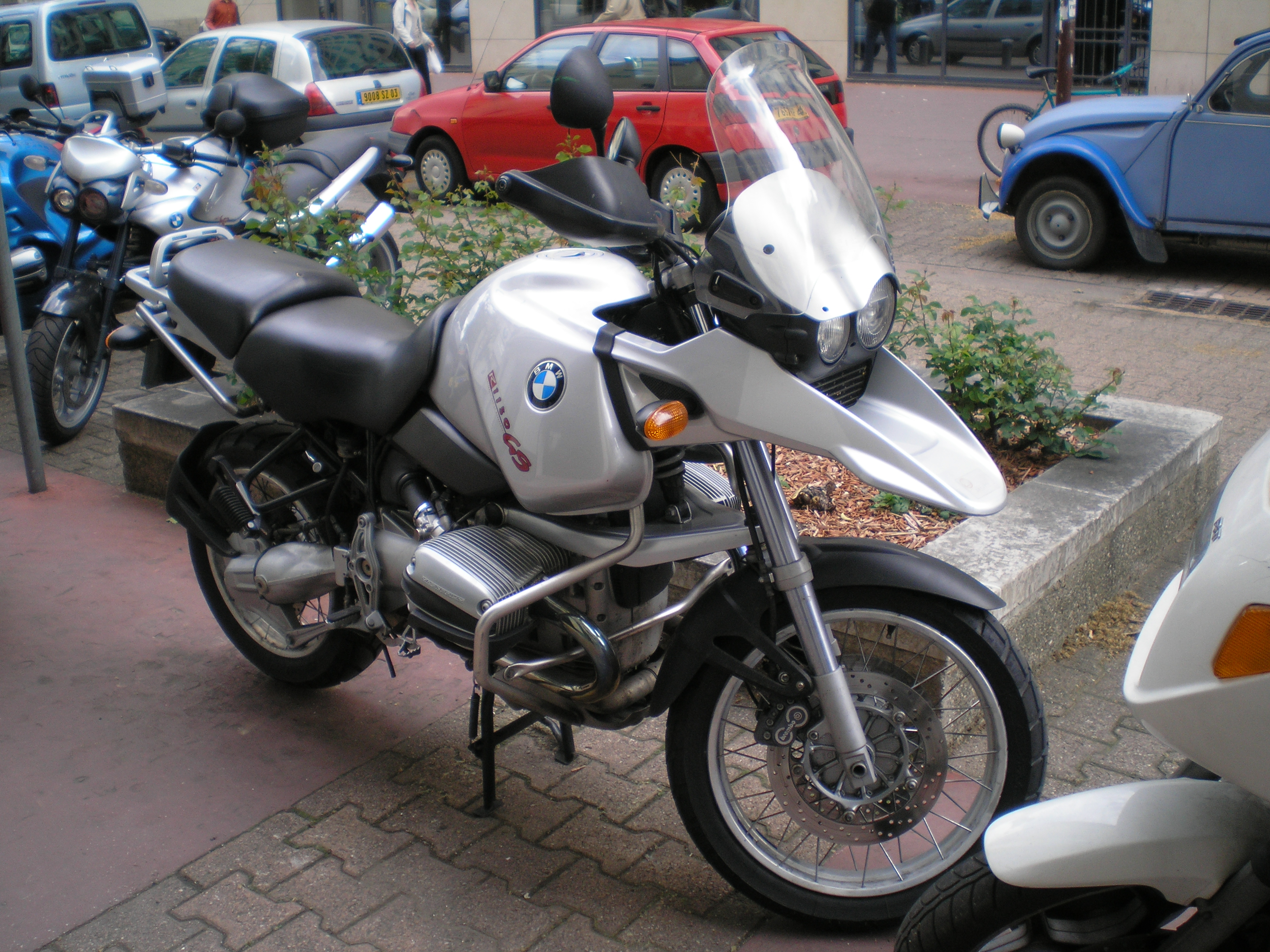
BMW R1150GS

De nou el sistema de suspensió és el canvi més destacable, ara és el telelever en una nova evolució de la moto que torna a créixer en la cilindrada: 1083 cm³. L'any 1996 surt la versió 850, idèntica en tot menys en la cilindrada, per cobrir les necessitats dels conductors novells, que no tenen accés a potències majors.

## R1150GS 1999-2003

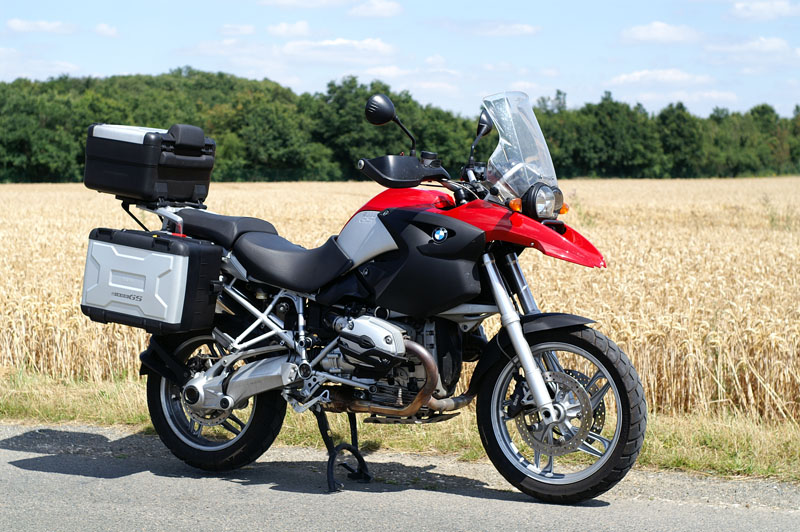
BMW R1200GS

1083 cm³ en una evolució més, i presentació de les versions Adventure.

## R1200GS 2004-?

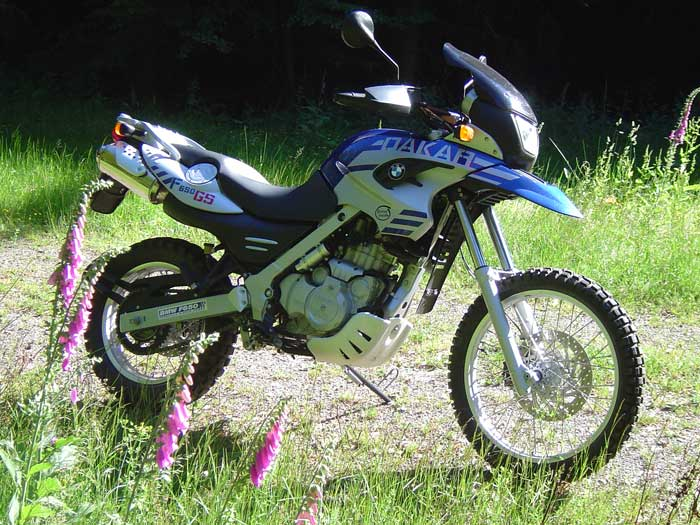
BMW F650GS Dakar

Darrera posada al dia de la nissaga de grans trails de BMW. 1170 cm³ i multitud d'opcions.

## F650 / G650GS 1993-?

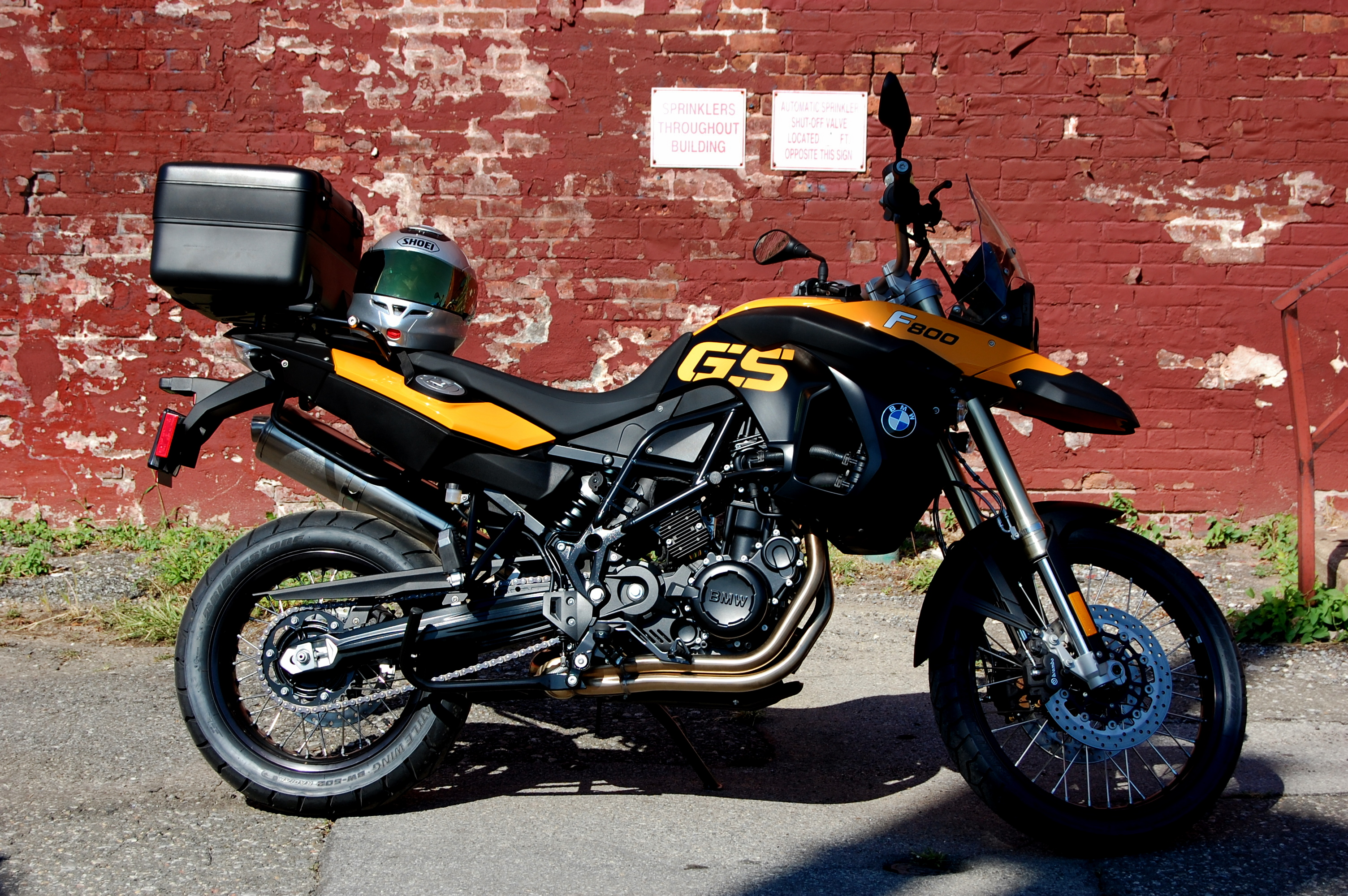
BMW F800GS del 2008

Motocicleta monocilíndrica de 652 cm³ amb motor Rotax, encara en producció ha tingut diverses versions, a destacar la F650GS DAKAR.
Després de l'aparició de la F650GS bicilíndrica BMW li va canviar el nom a G650GS. El 2011 apareix un nou model amb canvis estètics.

## F800GS 2007-?

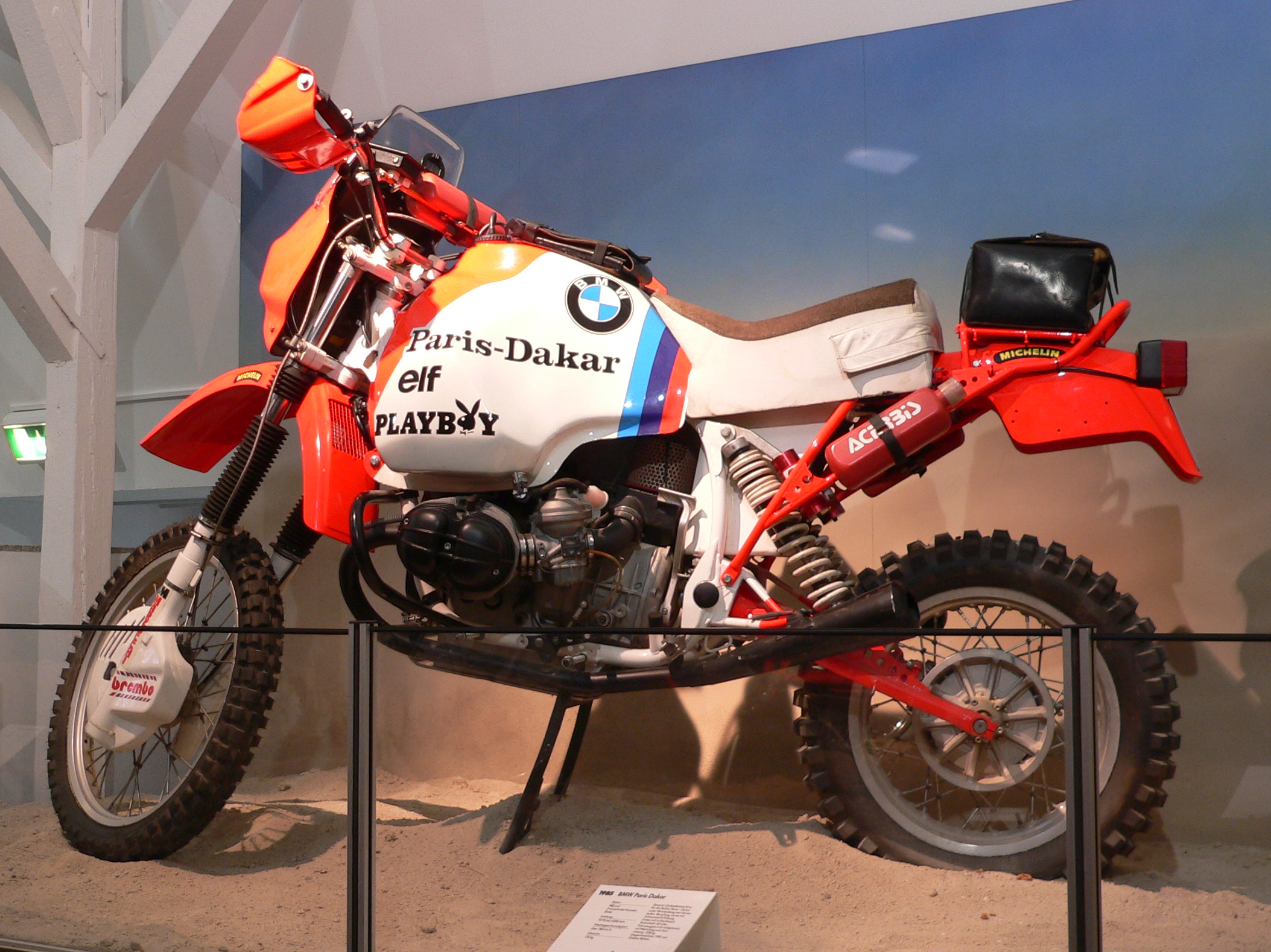
BMW R80G/S guanyadora del París Dakar el 1985 amb Gaston Rahier

Bicilíndrica en paral·lel, amb dues motoritzacions de 800 cm³: F800GS i F650GS, aquesta darrera pensada per a motoristes que s'inicien i la normativa impedeix montures més potents.